# Cantonul Vernon-Nord
Cantonul Vernon-Nord este un canton din arondismentul Évreux, departamentul Eure, regiunea Haute-Normandie, Franța.

## Comune
| Comune                     | Populație (1999) | Cod poștal | Cod INSEE |
| -------------------------- | ---------------- | ---------- | --------- |
| Chambray                   | 372              | 27120      | 27140     |
| La Chapelle-Réanville      | 1 019            | 27950      | 27150     |
| Sainte-Colombe-près-Vernon | 197              | 27950      | 27525     |
| Saint-Just                 | 1 292            | 27950      | 27554     |
| Saint-Marcel               | 4 982            | 27950      | 27562     |
| Saint-Pierre-d'Autils      | 1 036            | 27950      | 27588     |
| Vernon                     | 24 056 (1)       | 27200      | 27681     |
| Villez-sous-Bailleul       | 275              | 27950      | 27694     |